# Enrico Bondi
Enrico Bondi (Arezzo, 5 de octubre de 1934) es un director de empresas italiano.

## Recuperación de Parmalat
Licenciado en Química, posee una vasta experiencia en la recuperación de empresas en crisis.
Después de haber recuperado la Montedison, fue designado Comisario Extraordinario de Parmalat SpA hasta septiembre de 2005 y posteriormente, designado como Administrador Delegado de la nueva Parmalat S.p.A., empresa que cotiza en la Bolsa de Milán.
Durante su administración extraordinaria (de enero de 2004 a septiembre de 2005) Bondi, realizó acciones revocatorias y de resarcimiento contra la banca italiana e internacional, con la finalidad de devolver la solvencia y cancelar los préstamos de la nueva Parmalat S.p.A. cuyo valor llegó a alcanzar los 13 millardos de euros.
Tras dos años de reorganización, la compañía dirigida por Bondi volvió a las bolsas en octubre de 2005 tras la venta de 12 unidades y la conclusión de operaciones en 18 países . 
“Las compras de los consumidores leales a la marca en Italia ayudaron a que Parmalat levantara cabeza tras la quiebra”, explicó Paolo Bertoletti, secretario general de la asociación lechera de Parma. La prensa italiana también contribuyó a la recuperación de la marca, limpiándola de su pasado dirigencial y volviendo bajo una nueva directriz bajo el mando de Enrico Bondi. 
Parmalat es el principal vendedor de leche en Canadá, Italia, África y Australia, que representan el 85% de sus ingresos. 
Parmalat colapsó bajo el peso de una deuda de 14 000 millones de euros (19 900 millones de dólares), después de descubrir un agujero de 4000 millones de euros en su contabilidad. La empresa se reestructuró y volvió a cotizar en la bolsa de Milán en el 2005.
Enrico Bondi, administrador delegado de Parmalat, ha recuperado varios cientos de millones de dólares de empresas a través de litigios tras el colapso.
El 28 de julio de 2009 Enrico Bondi logró que el Bank of America accediera a pagar US$98,5 millones a Parmalat para saldar la demanda por fraude relacionada al colapso en 2003 de la empresa láctea, y se comprometió a dar por cancelada la acreencia contra Parmalat y la empresa filial Indulac en Venezuela.
Enrico Bondi continúa actualmente como administrador delegado de Parmalat.